# Pingxiang (Xingtai)
Der Kreis Pingxiang (chinesisch 平乡县, Pinyin Píngxiāng Xiàn) ist ein Kreis der chinesischen bezirksfreien Stadt Xingtai, Provinz Hebei. Er hat eine Fläche von 402,4 km² und zählt 300.029 Einwohner (Stand: Zensus 2010). Sein Hauptort ist die Großgemeinde Fengzhou (丰州镇). 

## Administrative Gliederung
Auf Gemeindeebene setzt sich der Kreis aus drei Großgemeinden und vier Gemeinden zusammen. 